# Neomys milleri
Neomys milleri (рясоніжка середземноморська) — вид мишоподібних ссавців з родини мідицевих (Soricidae).

## Таксономічні примітки
Відділений від N. anomalus на основі філогенетичних відмінностей. Розділення між N. milleri і N. anomalus оцінюється в 0.4 Ma.

## Середовище проживання
Проживає у Європі (Франція, Бельгія, Люксембург, Німеччина, Швейцарія, Ліхтенштейн, Італія, Австрія, Словенія, Хорватія, Боснія та Герцеговина, Чехія, Польща, Словаччина, Угорщина, Сербія, Косово, Чорногорія, Північна Македонія, Греція, Албанія, Болгарія, Румунія, Молдова, Україна, Росія, Білорусь) й Туреччині. 